# Eublemma rosescens
Eublemma rosescens är en fjärilsart som beskrevs av George Francis Hampson 1898. Eublemma rosescens ingår i släktet Eublemma och familjen nattflyn. Inga underarter finns listade i Catalogue of Life.